# 富士市立富士第一小学校
富士市立富士第一小学校（ふじしりつ ふじだいいちしょうがっこう、英: Fuji-daiichi Elementary School, Fuji City）は、静岡県富士市にある公立小学校。

## 概要
- 児童数：688名（令和5年度）
- 富士市内の小学校で唯一、ことばの教室が設置されている
- 本校の卒業生は、主に富士中学校へ進学する。

## 通学区域
本市場１.２.３.４、国久、塔の木、塔の木２、川原宿、藤間、蓼原１.２.３.４.５、十兵衛北、千寿町、柚木、平垣町２.３、銀座町、平垣八幡町、富士本町、富士町、平垣町、平垣北町、水戸島上、浅間町（青葉通り南側）、橋下(3-1～3-10、4-1～4-9、5-1～5-8、6-1～6-5、7-1～7-9班)、松岡東

## 指定避難所
本市場１～４、国久、銀座町、平垣町３、富士本町、十兵衛北、千寿町、藤間、蓼原１～５